# Joueur de l'année de l'UEFA 2019
Le Joueur de l’année de l’UEFA 2019 est un prix décerné par l'UEFA à un joueur jouant pour un club de football européen et qui a su se distinguer comme étant le meilleur de la saison 2018-2019.
Navigation
Édition précédente Édition suivante
Le 29 août 2019, Virgil van Dijk est le vainqueur de l'édition 2019.

## Palmarès

### Classement officiel[2]
| #  | Nom               | Club                        | Points |
| -- | ----------------- | --------------------------- | ------ |
| 1  | Virgil van Dijk   | Liverpool FC                | 305    |
| 2  | Lionel Messi      | FC Barcelone                | 207    |
| 3  | Cristiano Ronaldo | Juventus FC                 | 74     |
| 4  | Alisson Becker    | Liverpool FC                | 57     |
| 5  | Sadio Mané        | Liverpool FC                | 51     |
| 6  | Mohamed Salah     | Liverpool FC                | 49     |
| 7  | Eden Hazard       | Chelsea FC Real Madrid      | 38     |
| 8  | Matthijs de Ligt  | Ajax Amsterdam Juventus FC  | 27     |
| 8  | Frenkie de Jong   | Ajax Amsterdam FC Barcelone | 27     |
| 10 | Raheem Sterling   | Manchester City             | 12     |